# داویت شاهنازاریان
داویت گورگنی شاهنازاریان (ارمنی: Դավիթ Գուրգենի Շահնազարյան؛ زاده ۲۶ مه ۱۹۵۴) یک سیاستمدار اهل ارمنستان است. وی نماینده دوره اول مجلس ملی جمهوری ارمنستان بوده‌است.